# کیخامحله
کیخامحله، روستایی است از توابع بخش رودبست شهرستان بابلسر در استان مازندران ایران. که در سال ۹۴با ادغام میربازار و کله بست به شهر هادی شهر معروف شده.

## جمعیت
این روستا در دهستان خشکرود قرار داشته و براساس آخرین سرشماری مرکز آمار ایران که در سال ۱۳۸۵ صورت گرفته، جمعیت آن ۹۴۱نفر (۲۳۷خانوار) بوده‌است.